# 세베로쿠릴스크
세베로쿠릴스크(러시아어: Северо-Курильск,  아이누어:  Mairuppo)는 러시아 사할린주 세베로쿠릴스키 군에 속한 도시이다.
파라무시르 섬의 중심지이자 북부 쿠릴열도 유일의 유인촌락이다. 시의 산업은 전적으로 어업에 의존한다. 1,338km지점에 유즈노사할린스크가, 312km지점에 페트로파블롭스크캄차츠키가 위치해 있다. 7 km 외곽에 에베코 화산(вулкан Эбеко)이 위치한다.
연평균기온은 영상 2.8 °C이다.(8월평균기온 11.5 °C, 1월평균기온 -4.1 °C)

## 역사

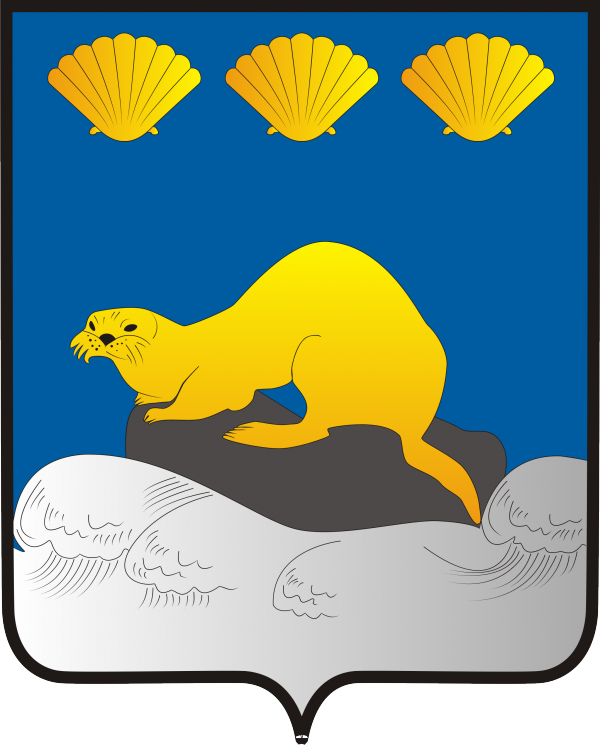
세베로쿠릴스크의 문장(紋章)

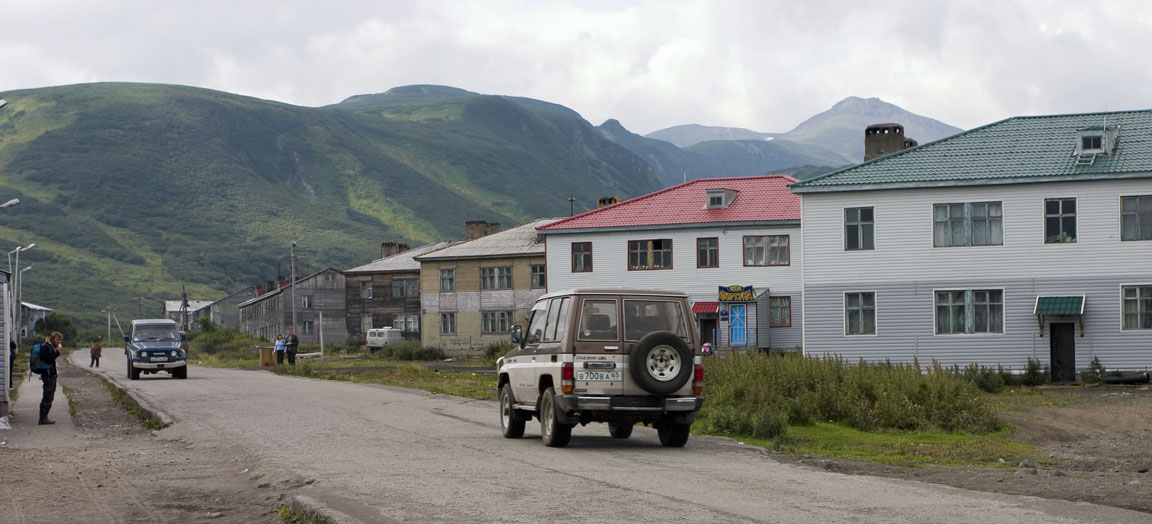
세베로쿠릴스크의 거리

본래 쿠릴 아이누족이 살던 곳으로 18세기에는 캄차카 반도에서 남하한 러시아 제국의 영향권에 들어갔다. 1875년 상트페테르부르크 조약으로 파라무시르 섬을 획득한 일본 제국은 슘슈 섬과 인접한 오토마이(オットマイ)에 정착지를 세우고 가시와바라(栢原)라고 이름 붙였다. 당시 주변의 섬들처럼 어업이 성행하였고, 일본 최북단의 우체국이 있었다. 2차 대전 당시에는 군사 기지가 설치되어 여러 차례 미국의 공습을 당했는데, 오늘날에도 일본군의 요새화의 흔적이 남아있다.
1945년 8월 소련군이 상륙, 섬을 점령하였다. 이후 가시와바라는 사할린 주 하의 세베로쿠릴스크(북쿠릴시)로 개칭되었다.
1952년 11월 5일 새벽 5시 도시를 덮친 쓰나미로 인해 6,000명의 거주민 중 2,336명이 사망했다. 그 이후 세베로쿠릴스크는 더 높은 지대에 재건되었다.

## 인구동향
| 1959년 | 1970년 | 1979년 | 1989년 | 2002년 | 2009년 | 2010년 | 2018년 |
| ------ | ------ | ------ | ------ | ------ | ------ | ------ | ------ |
| 7733   | 3566   | 4045   | 5180   | 2592   | 2389   | 2381   | 2507   |

## 기후
세베로쿠릴스크의 기후는 아극 기후이자 냉대 습윤 기후에 속하게 되며, 기호는 Dfc이며, 강수량은 다른 지역에 비해 더 많은 이유는 일본 열도에 영향을 받기 때문에 강수량이 도리어 많이 나가는 것이 일반적이다.
| Severo-Kurilsk의 기후    | Severo-Kurilsk의 기후 | Severo-Kurilsk의 기후 | Severo-Kurilsk의 기후 | Severo-Kurilsk의 기후 | Severo-Kurilsk의 기후 | Severo-Kurilsk의 기후 | Severo-Kurilsk의 기후 | Severo-Kurilsk의 기후 | Severo-Kurilsk의 기후 | Severo-Kurilsk의 기후 | Severo-Kurilsk의 기후 | Severo-Kurilsk의 기후 | Severo-Kurilsk의 기후 |
| 월                       | 1월                   | 2월                   | 3월                   | 4월                   | 5월                   | 6월                   | 7월                   | 8월                   | 9월                   | 10월                  | 11월                  | 12월                  | 연간                  |
| ------------------------ | --------------------- | --------------------- | --------------------- | --------------------- | --------------------- | --------------------- | --------------------- | --------------------- | --------------------- | --------------------- | --------------------- | --------------------- | --------------------- |
| 역대 최고 기온 °C (°F)   | 5.2 (41.4)            | 6.0 (42.8)            | 7.4 (45.3)            | 13.2 (55.8)           | 19.0 (66.2)           | 24.3 (75.7)           | 26.4 (79.5)           | 25.1 (77.2)           | 22.9 (73.2)           | 16.9 (62.4)           | 12.2 (54.0)           | 7.0 (44.6)            | 26.4 (79.5)           |
| 일평균 최고 기온 °C (°F) | −2.2 (28.0)           | −2.8 (27.0)           | −1.1 (30.0)           | 1.8 (35.2)            | 5.4 (41.7)            | 10.5 (50.9)           | 13.2 (55.8)           | 14.8 (58.6)           | 13.2 (55.8)           | 8.7 (47.7)            | 3.1 (37.6)            | −0.5 (31.1)           | 5.3 (41.5)            |
| 일일 평균 기온 °C (°F)   | −4.1 (24.6)           | −4.9 (23.2)           | −3.3 (26.1)           | −0.4 (31.3)           | 2.7 (36.9)            | 6.8 (44.2)            | 9.8 (49.6)            | 11.5 (52.7)           | 10.2 (50.4)           | 6.1 (43.0)            | 1.0 (33.8)            | −2.3 (27.9)           | 2.8 (37.0)            |
| 일평균 최저 기온 °C (°F) | −6.2 (20.8)           | −7 (19)               | −5.5 (22.1)           | −2.3 (27.9)           | 0.5 (32.9)            | 3.9 (39.0)            | 7.1 (44.8)            | 8.7 (47.7)            | 7.3 (45.1)            | 3.4 (38.1)            | −1.2 (29.8)           | −4.5 (23.9)           | 0.4 (32.7)            |
| 역대 최저 기온 °C (°F)   | −21 (−6)              | −18.9 (−2.0)          | −17.6 (0.3)           | −11 (12)              | −7 (19)               | −1.9 (28.6)           | 1.0 (33.8)            | 2.0 (35.6)            | −1 (30)               | −4 (25)               | −12.2 (10.0)          | −12.8 (9.0)           | −21 (−6)              |
| 평균 강수량 mm (인치)    | 134 (5.3)             | 117 (4.6)             | 128 (5.0)             | 112 (4.4)             | 111 (4.4)             | 107 (4.2)             | 144 (5.7)             | 162 (6.4)             | 166 (6.5)             | 247 (9.7)             | 230 (9.1)             | 184 (7.2)             | 1,842 (72.5)          |
| 평균 강우일수            | 1                     | 0.3                   | 1                     | 6                     | 15                    | 16                    | 17                    | 19                    | 21                    | 24                    | 12                    | 4                     | 136.3                 |
| 평균 강설일수            | 30                    | 29                    | 29                    | 23                    | 11                    | 0.5                   | 0.2                   | 0                     | 0.1                   | 6                     | 24                    | 30                    | 182.8                 |
| 평균 상대 습도 (%)       | 75                    | 77                    | 77                    | 79                    | 82                    | 85                    | 89                    | 87                    | 80                    | 76                    | 74                    | 74                    | 79                    |
| 출처: Pogoda.ru.net      |                       |                       |                       |                       |                       |                       |                       |                       |                       |                       |                       |                       |                       |

## 자매 도시
- 일본 네무로시